# Tampa Bay Buccaneers 2012
La stagione 2012 dei Tampa Bay Buccaneers è stata la 37ª della franchigia nella National Football League, la prima con come capo-allenatore Greg Schiano dopo il licenziamento di Raheem Morris che aveva terminato la precedente con un bilancio di 4-12.
Diversi record di franchigia sono stati stabiliti in questa stagione: tra questi, maggior numero di passaggi da touchdown (27) e yard passate (4.065) da parte di Josh Freeman, oltre al maggior numero di yard corse da un rookie, 1.454, da parte di Doug Martin che corse anche un primato dei Bucs di 251 yard nella settimana 9 contro gli Oakland Raiders, una gara in cui segnò quattro touchdown. I Buccaneers finirono all'ultimo posto della lega nella difesa sui passaggi.

## Scelte nel Draft 2012
| Round | Selection | Player         | Position     | College      |
| ----- | --------- | -------------- | ------------ | ------------ |
| 1     | 7         | Mark Barron    | Safety       | Alabama      |
| 1     | 31        | Doug Martin    | Running Back | Boise State  |
| 2     | 58        | Lavonte David  | Linebacker   | Nebraska     |
| 5     | 140       | Najee Goode    | Linebacker   | W. Virginia  |
| 6     | 174       | Keith Tandy    | Corner back  | W. Virginia  |
| 7     | 212       | Michael Smith  | Running Back | Utah State   |
| 7     | 233       | Drake Dunsmore | Tight end    | Northwestern |

## Staff
| Staff dei Tampa Bay Buccaneers nella stagione 2012 |
| --- |
| Organi dirigenziali - Proprietario/Presidente: Malcolm Glazer - Co-Chairman: Bryan Glazer, Edward Glazer e Joel Glazer - General Manager: Mark Dominik Capo allenatore - Greg Schiano Altri allenatori - Assistente speciale del capo allenatore: Butch Davis - Coordinatore dello sviluppo della forza e della condizione: Vacante - Assistente dello sviluppo della forza e della condizione: Vacante Allenatori dell'attacco - Coordinatore dell'attacco: Mike Sullivan - Assistente capo dell'attacco: Jimmy Raye - Assistente dell'attacco: Ben McDaniels - Quarterback: Ron Turner - Running Back: Earnest Byner - Wide Receiver: P.J. Fleck - Tight End: Brian Angelichio - Offensive Line: Bob Bostad - Assistente Offensive Line Steve Loney Allenatori della difesa - Coordinatore della difesa: Bill Sheridan - Defensive Line: Vacante - Linebacker: Vacante - Assistente dei Linebacker: Vacante - Secondary: Ron Cooper Allenatori dello special team - Coordinatore dello Special Team: Vacante - Assistente coordinatore dello Special Team: Vacante |

## Roster
| Roster dei Tampa Bay Buccaneers nella stagione 2012 |
| --- |
| Quarterback - 5 Josh Freeman - 6 Dan Orlovsky - 7 Brett Ratliff Running Back - 27 LeGarrette Blount - 39 De'Anthony Curtis - 33 Robert Hughes FB - 38 Cody Johnson FB - 41 Erik Lorig FB - 32 Mossis Madu - 22 Doug Martin - 34 Michael Smith Wide Receiver - 17 Arrelious Benn - 89 Landon Cox - 8 Greg Ellingson - 15 Ed Gant - 83 Vincent Jackson - 16 Armahd Lewis - 87 Preston Parker - 18 Sammie Stroughter - 11 Tiquan Underwood - 19 Mike Williams Tight End - 44 Dallas Clark - 81 Drake Dunsmore - 85 Collin Franklin - 86 Danny Noble - 80 Zack Pianalto - 88 Luke Stocker Offensive Linemen - 69 Demar Dotson T - 73 Derek Hardman G - 64 Mike Ingersoll T - 75 Davin Joseph G - 62 Ted Larsen G - 69 Jamon Meredith G - 77 Carl Nicks G - 70 Donald Penn T - 66 Chris Riley T - 65 Jeremy Trueblood T - 76 Jeremy Zuttah G Defensive Linemen - 71 Michael Bennett DE - 91 Da'Quan Bowers DE - 94 Adrian Clayborn DE - 97 George Johnson DE - 79 John McCargo DT - 93 Gerald McCoy DT - 90 Roy Miller DT - 98 Frank Okam DT - -- Amobi Okoye DT - 50 Daniel Te'o-Nesheim DE - 78 E.J. Wilson DE Linebacker - 49 Mike Balogun MLB - 58 Quincy Black OLB - -- Rennie Curran OLB - 51 Jacob Cutrera OLB - 54 Lavonte David - 59 Mason Foster MLB - 50 Najee Goode - 57 Adam Hayward MLB - 56 Dekoda Watson OLB Defensive Back - 22 Larry Asante FS - 20 Ronde Barber CB - 24 Mark Barron SS - 31 E.J. Biggers CB - 43 Ahmad Black FS - 24 Anthony Gaitor CB - 35 Cody Grimm FS - 30 Devin Holland SS - 23 Myron Lewis CB - 25 Aqib Talib CB - 37 Keith Tandy CB - 21 Eric Wright CB Special Team - 10 Connor Barth K - 48 Andrew Economos LS - -- Kai Forbath K - 9 Michael Koenen P - 3 Jake Rogers K 75 attivi, 5 free agent |
| Legenda - I rookie sono in corsivo. - Il primo ruolo è il principale mentre gli eventuali successivi indicano i ruoli secondari. - (IR) sta per Injured Reserve ed indica la lista ristretta per un solo giocatore infortunato che può tornare ad allenarsi dopo la settimana 6 e a rientrare in prima squadra dopo che questa ha giocato 8 partite. - (NF-Inj.) / (NF-Ill.) stanno rispettivamente per Non-Football Injured e Non-Football Illness ed indicano le liste dove viene inserito un giocatore che ha un infortunio o una malattia non dipendente dal football americano. - (PUP) sta per Physically Unable to Perform ed indica la lista dove viene inserito un giocatore mentre è in attesa di recuperare la condizione fisica. Nella stagione regolare dopo la sesta partita giocata dalla propria squadra, il giocatore ha tempo tre settimane per riprendere ad allenarsi, più tre settimane aggiuntive dal suo rientro agli allenamenti per rientrare in prima squadra. |

## Calendario

### Stagione regolare
| Turno | Data                | Ora                 | Avversario           | Risultato           | Risultato           | Stadio                                                    | TV                  | NFL.com recap       |
| Turno | Data                | Ora                 | Avversario           | Final score         | Team record         | Stadio                                                    | TV                  | NFL.com recap       |
| ----- | ------------------- | ------------------- | -------------------- | ------------------- | ------------------- | --------------------------------------------------------- | ------------------- | ------------------- |
| 1     | 9/9                 | 4:25 p.m. EDT       | Carolina Panthers    | V 16–10             | 1–0                 | Raymond James Stadium                                     | FOX                 | Recap               |
| 2     | 16/9                | 1:00 p.m. EDT       | @ New York Giants    | S 41–34             | 1–1                 | MetLife Stadium                                           | FOX                 | Recap               |
| 3     | 23/9                | 1:00 p.m. EDT       | @ Dallas Cowboys     | S 16–10             | 1–2                 | AT&T Stadium                                              | FOX                 | Recap               |
| 4     | 30/9                | 4:25 p.m. EDT       | Washington Redskins  | S 24–22             | 1–3                 | Raymond James Stadium                                     | FOX                 | Recap               |
| 5     | Settimana di pausa] | Settimana di pausa] | Settimana di pausa]  | Settimana di pausa] | Settimana di pausa] | Settimana di pausa]                                       | Settimana di pausa] | Settimana di pausa] |
| 6     | 14/10               | 1:00 p.m. EDT       | Kansas City Chiefs   | V 38–10             | 2–3                 | Raymond James Stadium                                     | CBS                 | Recap               |
| 7     | 21/10               | 1:00 p.m. EDT       | New Orleans Saints   | S 35–28             | 2–4                 | Raymond James Stadium                                     | FOX                 | Recap               |
| 8     | 25/10               | 8:20 p.m. EDT       | @ Minnesota Vikings  | V 36–17             | 3–4                 | Mall of America Field at the Hubert H. Humphrey Metrodome | NFLN                | Recap               |
| 9     | 4/11                | 4:05 p.m. EST       | @ Oakland Raiders    | V 42–32             | 4–4                 | O.Co Coliseum                                             | FOX                 | Recap               |
| 10    | 11/11               | 1:00 p.m. EST       | San Diego Chargers   | V 34–24             | 5–4                 | Raymond James Stadium                                     | CBS                 | Recap               |
| 11    | 18/11               | 1:00 p.m. EST       | @ Carolina Panthers  | V 27–21 (DTS)       | 6–4                 | Bank of America Stadium                                   | FOX                 | Recap               |
| 12    | 25/11               | 1:00 p.m. EST       | Atlanta Falcons      | V 24–23             | 6–5                 | Raymond James Stadium                                     | FOX                 | Recap               |
| 13    | 2/12                | 4:05 p.m. EST       | @ Denver Broncos     | V 31–23             | 6–6                 | Sports Authority Field at Mile High                       | FOX                 | Recap               |
| 14    | 9/12                | 1:00 p.m. EST       | Philadelphia Eagles  | S 23–21             | 6–7                 | Raymond James Stadium                                     | FOX                 | Recap               |
| 15    | 16/12               | 1:00 p.m. EST       | @ New Orleans Saints | S 41–0              | 6–8                 | Mercedes-Benz Superdome                                   | FOX                 | Recap               |
| 16    | 23/12               | 1:00 p.m. EST       | St. Louis Rams       | S 28–13             | 6–9                 | Raymond James Stadium                                     | FOX                 | Recap               |
| 17    | 30/12               | 1:00 p.m. EST       | @ Atlanta Falcons    | V 22–17             | 7–9                 | Georgia Dome                                              | FOX                 | Recap               |

Legenda
Gli avversari della propria division sono in grassetto
     Grigio indica che la gara è stata oscurata nelle televisioni locali a causa della bassa presenza di pubblico e delle scarse vendite di biglietti